# دی.وا (شخصیت اورواچ)
دی. وا (به انگلیسی: D.Va) یک شخصیت خیالی است که در بازی ویدیویی اورواچ ساخته بلیزارد انترتینمنت حضور دارد. همچنین او به عنوان یک قهرمان در قهرمانان طوفان و به عنوان گوینده گیم پلی در استارکرفت ۲: میراث باطل نیز حضور دارد. صداپیشگی دی. وا برعهده چارلت چانگ است.
در داستان خیالی اورواچ، دی. وا یک بازیکن حرفه ای ورزش الکترونیک به اسم هانا سانگ (به انگلیسی: Hana Song) (به کره‌ای: 송하나) از شهر بوسان، کره جنوبی است. او و سایر گیمرها توسط سازمانی به اسم Mobile Exo-Force of the Army (به اختصار MEKA) از دولت کره جذب شدند تا به مقاوت علیه قیام رباتیک آمنیک کمک کنند.
دی. وا یک قهرمان در دسته تانک است و قادر به آسیب برای مدت زمان کوتاهی است. اگر دستگاه تانک او از بین برود، از آن بیرون می‌پرد و پس از مدتی تانک جدیدی را سوار می‌شود. توانایی ultimate او، انفجاز تانکش است که به دشمنان در یک محدوده مشخص، آسیب زیادی می‌رساند.
دی. وا با استقبال خوبی از منتقدان و بازیکنان روبه رو شد و به عنوان یک الگوی زنانه مثبت برای گیمرهای جوان شناخته می‌شود.

## توسعه و طراحی
نخستین بار دی. وا در در بلیزکان ۲۰۱۵ معرفی شد و یکی از آخرین قهرمانانی بود که قبل از انتشار رسمی به بازی اضافه شد. صداپیشگی دی. وا را چارلت چانگ برعهده دارد که هم نسخه انگلیسی و هم زبان کره ای آن را ایفا می‌کند. دی. وا به عنوان یک شخصیت تانک طراحی شده که از یک مکا مکانیکی اسکلت صورتی در هنگام نبرد استفاده می‌کند.

## پیش زمینه داستانی

کاسپلی اسکین کلاسیک دی. وا

در داستان اورواچ، اسم اصلی دی. وا هانا سانگ است، یک گیمر حرفه ای سابق ۱۹ ساله که با نام تگ «D.Va» بازی می‌کند. دی. وا بخاطر دفاع از وطن خود به عنوان شماره ۱ بازیکن استارکرافت ۲ در جهان شناخته شد و قبل از بازنشستگی، هیچ شکستی در سابقه بازی خود نداشت. در جریان رویداد بحران آمنیک، هیولایی همه گیر از دریای شرق چین برخاسته و شهرهای ساحلی از جمله شهرهای کره جنوبی و همسایگان آن را نابود می‌کند. دولت کره جنوبی و ارتش کره یک واحد هواپیمای بدون سرنشین زرهی متحرک را برای مقابله با هیولای همه گیر به اسم Exo-Force (MEKA) را ایجاد می‌کند. دولت کره جنوبی برای یافتن خلبانان برای تانک‌های جدید به گیمرهای حرفه ای این کشور روی آورد. در بوسان، دی. وا یکی از بازیکنان پرطرفداری بود که توسط دولت کره جنوبی استخدام شد. او به نترس بودن در مبارزه با همه چیز شناخته می‌شود. در این نیرو، دی. وا توسط Dae-hyun، مکانیک و دوست کودکی اش پشتیبانی می‌شود و از میونگ، افسر فرمانده MEKA، دستور می‌گیرد.
در انیمیشن کوتاه «Shooting Star» داستان دی. وا روایت می‌شود که در اوت ۲۰۱۸ منتشر شد. بعد از انتشار این انیمیشن، یک نقشه جدید برای اورواچ نیز منتشر شد.